# Rue de Nuits (Paris)
Pour les articles homonymes, voir Rue de Nuits.
La rue de Nuits est une ancienne voie des entrepôts de Bercy, dans le  12e arrondissement de Paris, en France.

## Situation
Cette voie des entrepôts de Bercy débutait rue du Port-de-Bercy et se terminait rue de Cognac.

## Origine du nom
Le nom de cette rue fait référence au nuits-saint-georges, un vin français d'appellation d'origine contrôlée du vignoble de Bourgogne, produit sur les communes de Nuits-Saint-Georges et de Premeaux-Prissey.

## Historique
Cette rue a été ouverte en 1878.
Elle disparaît vers 1993 lors de la démolition des entrepôts de Bercy dans le cadre de l'aménagement de la ZAC de Bercy.
Son emplacement est désormais occupé par une partie de l’AccorHotels Arena.